# Phippsiella rostratum
Phippsiella rostratum är en kräftdjursart som beskrevs av K. H. Barnard 1932. Phippsiella rostratum ingår i släktet Phippsiella och familjen Stegocephalidae. Inga underarter finns listade i Catalogue of Life.